# Doctor Bashir, I Presume?
"Doctor Bashir, I Presume?" és el setzè episodi de la cinquena temporada de la sèrie de televisió de ciència-ficció estatunidenca Star Trek: Deep Space Nine, el 114è de tota la sèrie. Originalment es van emetre en redifusió a partir del 24 de febrer de 1997. L'episodi va ser dirigit per David Livingston i el guió fou escrit per Ronald D. Moore en base a una història de Jimmy Diggs.
Ambientada al segle XXIV, la sèrie segueix les aventures a Espai Profund 9, una estació espacial situada prop d'un forat de cuc estable entre els Quadrants Alfa i Gamma de la Via Làctia, prop del planeta Bajor, mentre els bajorans es recuperen d'una brutal ocupació de dècades pels imperialistes cardassians. El Quadrant Gamma acull un imperi hostil conegut com el Domini, governat pels Fundadors que canvien de forma. A les temporades mitjanes de la sèrie, la Federació està amenaçada tant per l'Imperi Klíngon com pel Domini. En aquest episodi, el Dr. Lewis Zimmerman arriba a DS9 per crear un holograma mèdic basat en el Dr. Bashir, cosa que porta a la revelació que Bashir va ser modificat genèticament de petit.
Aquest episodi té com a estrella convidada l'actor Robert Picardo, que va interpretar el paper de l'Holograma Mèdic d'Emergència a Star Trek: Voyager; en aquest episodi, Picardo interpreta tant el seu creador, el Dr. Lewis Zimmerman, com breument el mateix EMH. L'episodi també compta amb les actuacions convidades de Brian George i l'antropòloga Fadwa El Guindi com els pares del Dr. Julian Bashir.
El títol de l'episodi fa referència a la famosa cita atribuïda a Henry Morton Stanley en trobar-se amb el missioner i explorador mèdic, David Livingstone.

## Argument
L'enginyer d'hologrames Lewis Zimmerman arriba a Espai Profund 9 amb la intenció d'utilitzar la semblança del Dr. Bashir com a plantilla per a un programa hologràfic dissenyat per proporcionar tractament mèdic. Per tal de fer el programa el més robust possible, Zimmerman necessita un perfil de personalitat complet de Julian. En contra dels desitjos de Julian, Zimmerman convida els seus pares, Amsha i Richard Bashir,  de qui està allunyat, a l'estació per ser entrevistats.
Julian s'avergonyeix de la tendència del seu pare a l'autoengrandiment. Per exemple, Richard fa referència a una vegada que "dirigia transbordadors" quan, de fet, només era un majordom i va ser acomiadat poc després de començar la seva carrera. Julian implora als seus pares que no revelin a Zimmerman res sobre un secret de la seva infància, i s'enfaden perquè ell pensa que serien tan descuidats.
Més tard, els seus pares van a la infermeria per intentar calmar les pors del seu fill, afirmant emfàticament que no li diran a Zimmerman que van fer modificar genèticament a Julian il·legalment quan era petit. Tanmateix, no són conscients que estan parlant amb el nou holograma de Zimmerman, en lloc del seu fill. Zimmerman i el cap O'Brien són a l'habitació del costat i escolten tot el que diuen.
O'Brien informa a Julian sobre el que ha sentit. Julian està furiós, però confirma que va ser modificat genèticament de petit. Era un estudiant deficient, aparentment tenia una discapacitat d'aprenentatge i tenia una alçada i un pes inferiors a la mitjana per a la seva edat. Poc abans del seu setè aniversari, els seus pares el van enviar a una clínica per a una sèrie de tractaments que van millorar dràsticament les seves capacitats físiques i mentals. Quan tenia quinze anys, es va assabentar del que li havien fet i va deixar d'utilitzar el seu nom de naixement, Jules. Amb el secret descobert, Julian no veu més alternativa que dimitir de la Flota Estel·lar, les regulacions de la qual prohibeixen que les persones genèticament millorades serveixin o exerceixin la medicina.
Julian acusa enfadat els seus pares de renunciar al seu jo original, però ells li diuen que el van sotmetre als tractaments per amor a ell i es preocupen de veure'l patir. Abans que pugui presentar la seva dimissió, els seus pares ho expliquen tot al Capità Sisko i arriben a un acord amb el Fiscat General de la Flota Estel·lar. Richard es declararà culpable d'enginyeria genètica il·legal i complirà una condemna de dos anys en una presó de mínima seguretat, i Julian podrà conservar la seva comissió i llicència mèdica. Agraït pel sacrifici del seu pare, Julian fa les paus amb els seus pares mentre marxen cap a la Terra.
Mentrestant, Zimmerman persegueix l'afecte de l'exnòvia de Julian Leeta, demanant-li que l'acompanyi de tornada a l'Estació Júpiter. El tímid Rom té massa por de dir res per convèncer-la que es quedi, tot i que Leeta agrairia qualsevol motiu per quedar-se amb ell. Està a punt de marxar amb Zimmerman quan Rom apareix a la cantonada i li diu que l'estima. Commoguda, decideix quedar-se a l'estació.

## Actors convidats
- Brian George - Richard Bashir
- Max Grodénchik - Rom
- Chase Masterson - Leeta
- Fadwa El Guindi - Amsha Bashir
- J. Patrick McCormack - Adm. Bennett
- Robert Picardo - Dr. Lewis Zimmerman

## Producció
L'episodi va començar com una manera de portar l'actor Robert Picardo i el seu personatge, l'Holograma Mèdic d'Emergència, a Espai Profund 9.
Amsha Bashir és interpretada per Fadwa El Guindi, una antropòloga sense experiència anterior en actuació a la pantalla, en aquell moment professora a la UCLA. Va ser convidada a fer una audició per al paper per Ron Surma, que va veure la seva actuació al teatre comunitari a Mahjar, una obra que va coescriure i codirigir.

## Recepció
Keith DeCandido de Tor.com va qualificar l'episodi amb un 7 sobre 10. Cinefantastique li va donar un 2,5 sobre 5.
El 2012, Den of Geek va classificar aquest com el novè millor episodi de Star Trek: Deep Space Nine.